# The Bill Cosby Show
Il Bill Cosby Show è una sitcom statunitense prodotta dal 1969 al 1971, creata ed interpretata da Bill Cosby, ed andata in onda per due stagioni nell'arco di 52 puntate sul canale televisivo NBC. Il programma era sponsorizzato dalla Procter & Gamble. La serie segnò il debutto di Cosby come protagonista in TV, dopo il suo ruolo di co-protagonista insieme a Robert Culp della serie Le spie (1965). Inoltre il programma è il primo nel quale un attore di colore recitava come titolare dello show a lui dedicato. In Italia la serie arrivò alcuni anni dopo e venne trasmessa da Raiuno.

## Trama
Bill Cosby interpreta il ruolo di Chet Kincaid, insegnante di educazione fisica in una scuola superiore di Los Angeles, scapolo, ed animato da una gran voglia di aiutare il prossimo. Il Bill Cosby Show era una serie comica ma non dalla risata facile. Lo show conteneva personaggi plausibili e ben studiati ispirati alla vita reale, nel classico stile alla Bill Cosby.
Con la maggior parte degli episodi ambientati all'interno di una scuola superiore, le storie vertevano principalmente su argomenti quali:  lezioni di vita, rapporti e contrasti tra studenti ed insegnanti, drammi famigliari, competenze del coach. Cosby venne lodato per aver portato alla ribalta nella serie alcuni attori afroamericani poco conosciuti al grande pubblico come Lillian Randolph (nel ruolo della madre di Kincaid) e Rex Ingram. Tra gli ospiti famosi del programma figurarono: Henry Fonda, Dick Van Dyke, Don Knotts, Elsa Lanchester,  e Mantan Moreland & Moms Mabley nel ruolo degli zii di Kincaid.

## Produzione
Lo show durò due stagioni, per un totale di 52 puntate. Sebbene la serie riscosse un moderato successo di critica, lo show ebbe ottimi indici d'ascolto, piazzandosi a fine anno all'undicesimo posto nella classifica dei programmi più visti della stagione.
Il tema musicale della serie, Hikky Burr, fu scritto da Cosby insieme a Quincy Jones, con Cosby al canto.
Da notarsi che, contrariamente alla norma dell'epoca, lo show non prevedeva l'utilizzo di nastri di risate finte pre-registrate. Secondo quanto affermato nei contenuti speciali dell'edizione in DVD della prima stagione della serie, all'epoca Cosby ebbe dei contrasti con la dirigenza NBC dato che era assolutamente contrario all'inserimento delle "risate finte" nel corso del programma (poiché reputava gli spettatori in grado di ridere alle battute umoristiche senza bisogno di essere condizionati a farlo). Questa divergenza di vedute potrebbe essere stata alla base della brusca conclusione della serie dopo sole due stagioni nonostante gli ottimi ascolti.

## Episodi
Complessivamente, la serie conta 52 episodi divisi in 2 stagioni. La messa in onda originale del primo episodio è avvenuta il 14 settembre 1969; l'episodio conclusivo il 21 marzo 1971.
| Stagione         | Episodi | Prima TV originale | Prima TV Italia |
| ---------------- | ------- | ------------------ | --------------- |
| Prima stagione   | 26      | 1969-1970          |                 |
| Seconda stagione | 26      | 1970-1971          |                 |